# Henrik Dam
Henrik Carl Peter Dam (21. února 1895 Kodaň – 17. dubna 1976 Kodaň) byl dánský biochemik a fyziolog.
Do roku 1940 byl profesorem v Kodani, potom v USA, a v letech 1946–1965 znova v Kodani. Zkoumal především vitamíny, tuky, metabolismus a výživu. Je spoluobjevitelem vitamínu K (1934), za což spolu s E. A. Doisym (který později popsal strukturu tohoto vitamínu) dostal roku 1943 Nobelovu cenu za fyziologii a medicínu.